# Pauley Perrette
Pauley Perrette (ur. 27 marca 1969 w Nowym Orleanie w stanie Luizjana w USA) – amerykańska aktorka, występowała w roli Abby Sciuto z serialu Agenci NCIS. 
Współwłaścicielka piekarni „Donna Bell's Bake Shop” w Nowym Jorku.

## Publikacje
- Pauley Perrette, Darren Greenblatt, Matthew Sanduskym, Donna Bell's Bake Shop: Recipes and Stories of Family, Friends, and Food, 2015, Simon & Schuster, ISBN 978-1476771120